# Dole
Dole ([dɔl] ⓘ) ist eine französische Stadt mit 23.784 Einwohnern (Stand 1. Januar 2022) im Département Jura, in der Verwaltungsregion Bourgogne-Franche-Comté.

## Geografie
Dole liegt im Bereich der westlichen Peripherie der Franche-Comté (Deutsch: Freigrafschaft), auf halbem Weg (jeweils 45 km), etwas südlich zwischen Dijon und Besançon. Die Stadt liegt am Fluss Doubs und am parallel verlaufenden Rhein-Rhône-Kanal.

## Der Stadtname
Im Jahre 1762 hatte der Pariser Nicolas Boileau in seiner Art poétique die unhistorische und damit falsche Schreibweise „Dôle“ [doːl] eingeführt, die in der Folge häufig kopiert wurde, was dazu führte, dass diese Schreibung und die entsprechende Aussprache sich insbesondere in Paris fest etablierten. Am 16. März 1962 wurde per Dekret die falsche Schreibweise abgeschafft und die historisch richtige Form wieder eingeführt.

## Geschichte

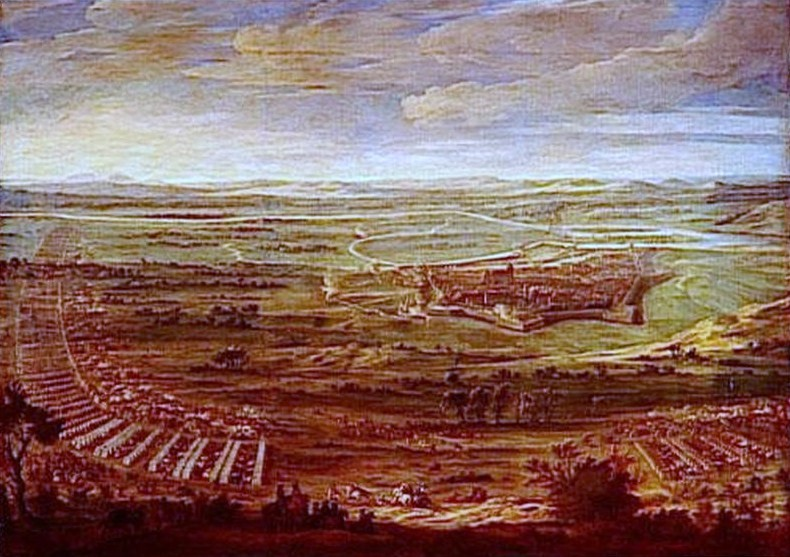
Belagerung von Dole durch die Franzosen im Jahr 1674

### Große Erwartungen und ein jähes Ende
1372 wurde der Couvent de Cordeliers (Franziskaner-Kloster) gegründet. Das damalige Dola wurde 1386 Parlamentssitz und 1422 Hauptstadt der Freigrafschaft Burgund (Franche-Comté) im Burgundischen Reichskreis. In diesem Jahr wurde die Universität Dole von Philipp dem Guten, dem Herzog von Burgund, gegründet. Die von 1422 bis 1691 bestehende Universität wurde eine der wichtigsten Ausbildungsstätten für Zivilrecht und Kanonisches Recht in Westeuropa. Das Collège Saint-Jérôme der Benediktiner eröffnete 1496.
1479 belagerte der französische König Ludwig XI. die habsburgische Stadt, eroberte sie gegen den heftigen Widerstand der Einwohner und steckte sie in Brand. Der Widerstand der Einwohner blieb stark und die Stadt wurde 1493 von den Franzosen mit dem Vertrag von Senlis an die Habsburger zurückgegeben. Dieser Friedensvertrag nach dem Burgundischen Erbfolgekrieg zwischen den Habsburgern und Frankreich regelte den umstrittenen Besitz des Hauses Burgund, nach dem Tod von Karl dem Kühnen, der ohne männliche Erben war.
Auch bei der Belagerung durch französische Truppen im Jahr 1636 im Verlauf des Dreißigjährigen Krieges unter Henri II. de Bourbon-Condé leisteten die Einwohner bei der 80 Tage dauernden Belagerung von Mai bis August so heftigen Widerstand, dass von den ursprünglich 4500 Einwohnern nur 662 Einwohner das Ende der Belagerung erlebten. Den Franzosen gelang es nicht, den Widerstand der Stadt zu brechen und Condé erhielt am 8. August 1636 den Befehl, die Belagerung von Dole abzubrechen und mit seinen Truppen in die Picardie zu ziehen, wo die französische Grenzfestung Corbie zurückerobert werden musste. Als letzte Möglichkeit, die Stadt zur Aufgabe zu zwingen, wurde ihm erlaubt, die seit langem vorbereitete Minensprengung durchzuführen. Daraufhin ergab sich am 13. August vor den Mauern der Stadt eine dramatische Situation. In Sichtweite der Stadt erschien ein kaiserlich-lothringisches Entsatzheer, das die französischen Belagerungstruppen vertreiben sollte. Gleichzeitig zündeten die französischen Truppen die Mine. Die Explosion hinterließ einen so riesigen Krater, dass nun im Angesicht der anrückenden Entsatztruppen eine Erstürmung der Stadt erst recht nicht mehr möglich war. Am Ende der Belagerung äußerte Richelieu eine gewisse Bewunderung für den Widerstandsgeist der Einwohner, den er sich für seine eigenen Truppen gewünscht hätte. Auf dieses historische Ereignis bezieht sich wahrscheinlich die Devise der Freigrafschaft „Comtois, rends-toi – Nenni, ma foi“ (auf Deutsch: [Frei]Grafschaftler, ergib dich – Niemals, meiner Treu / um Gottes Willen).

### Der Abstieg zur Kleinstadt
Unter Ludwig XIV. wurde Dole erneut belagert und im Devolutionskrieg 1668 erobert, im Frieden von Aachen im selben Jahr wieder zurückgegeben, um anschließend im Holländischen Krieg 1674 erneut und endgültig von Frankreich erobert und in Besitz genommen zu werden. 1676, zwei Jahre nach der letzten Eroberung, verlegten die neuen Herrscher das Parlament der Freigrafschaft in das nun zur Hauptstadt erhobene Besançon. Wenige Jahre danach wurde im Frieden von Nimwegen (1678/79) die Freigrafschaft sowie die freie Reichsstadt Besançon endgültig vom Heiligen Römischen Reich abgetrennt und an Frankreich abgetreten.
1691 wurde die Universität nach Besançon verlegt. Die Einwohner von Dole haderten mit ihrem Schicksal. Die Angliederung an Frankreich hatte eine Kette von Demütigungen zur Folge. Dole verlor die Hauptstadtfunktion, den Sitz des Parlaments sowie die Universität an Besançon, die Münzwerkstätte wurde geschlossen und die Befestigungsanlagen unter der Leitung von Sébastien Le Prestre de Vauban zerstört. Durch den Bedeutungsverlust wanderten die Patrizierfamilien nach Besançon ab und Dole musste sich mit dem Status einer Kleinstadt abfinden.

### Von Revolution, Krieg und Industrialisierung
Das Collège des Jésuites aus dem Jahr 1582 wurde zwischen 1765 und 1792 zum Collège Royal umbenannt. Mit der Französischen Revolution 1789 wurden der Klosterbesitz säkularisiert. In den Räumen des Collège wurden beschlagnahmte Kulturgüter sowie der Nachlass von Pierre-Joseph Richardot de Choisey (1717–1786), dem Vorsitzenden der Rechnungskammer, gelagert. 1854 wurde der Bahnhof errichtet. Im Krieg von 1870/71 nahm vom 15. Oktober bis 10. November 1870 Giuseppe Garibaldi in Dole Quartier. Darauf zogen für neun Monate die Preußen ein. Ihre Besatzung hinterließ in der Bevölkerung starke antideutsche Abneigungen. Indes wuchs die Gießerei-Industrie mit den Werken von Courtot, Audemar-Guyot, Bermond, Nélaton und Moniotte. Seit 1906 stellte Onoto-Bourgeois in Dole Fahrräder her. 1899 eröffnete die Compagnie nationale des radiateurs (heute Ideal Standard) ihr Werk mit der Übernahme der Fonderie Courtot. 1917 kamen die Schweizer Brüder Graf, die einen Käse-Weiterverarbeitungsbetrieb aufbauten, 1960 ging er an La vache qui rit (Bel). Mit der Firma Jeunet eröffnete 1930 ein weiterer Fahrradhersteller ein Werk. Der Lebensmittelsektor war ab 1912 mit der Société des Grands Moulins vertreten. Ab 1925 wurde das Chemieunternehmen Solvay der größte Arbeitgeber der Stadt.
Im Zweiten Weltkrieg wurde Dole am 17. Juni 1940 von den Deutschen besetzt und befand sich in der Zone interdite. Die Besatzer führten den Service du travail obligatoire ein, einen zwangsverpflichtenden Arbeitsdienst für die Zivilbevölkerung. Dies machte die Gegend um Dole endgültig zu einem Rückhalt der Résistance und ihrer Einheiten Franc-tireurs partisans (FTP) unter René Bailly und den Forces français de l’intérieur. Der Flüchtling des Spanischen Bürgerkriegs und Offizier der Zweiten Spanischen Republik Manuel de Castro kommandierte in der Region Dole die kommunistische FTP, als Ersatzmann des am 10. März 1944 unter der Folter gestorbenen CGT-Gewerkschafters Maurice Pagnon (1910–1944). Castro benannte die Einheit in Bataillon Maurice Pagnon um. Zahlreichen Verfolgten verhalf sie zur Flucht, sie legte Brände und führte Sabotage gegen die Besatzungsmacht aus. Am 4. September 1944 begann der Befreiungskampf um Dole, am 9. September 1944 wurde Dole befreit. Nach der Libération wurde eine Übergangsregierung eingesetzt, die bis zu den Wahlen im Frühling 1945 regierende Commission administrative provisoire.
Die Stadt bemühte sich in den ersten Nachkriegsjahren um die Errichtung von vergünstigtem Wohnraum (Habitation à loyer modéré). Im Juni 1962 sprach Charles de Gaulle während einer Präsidialreise ins Franche-Comté auf der Place nationale vor versammelter Menschenmenge über die Notwendigkeit einer deutsch-französischen Annäherung.

### Dole, eine Kulturstadt

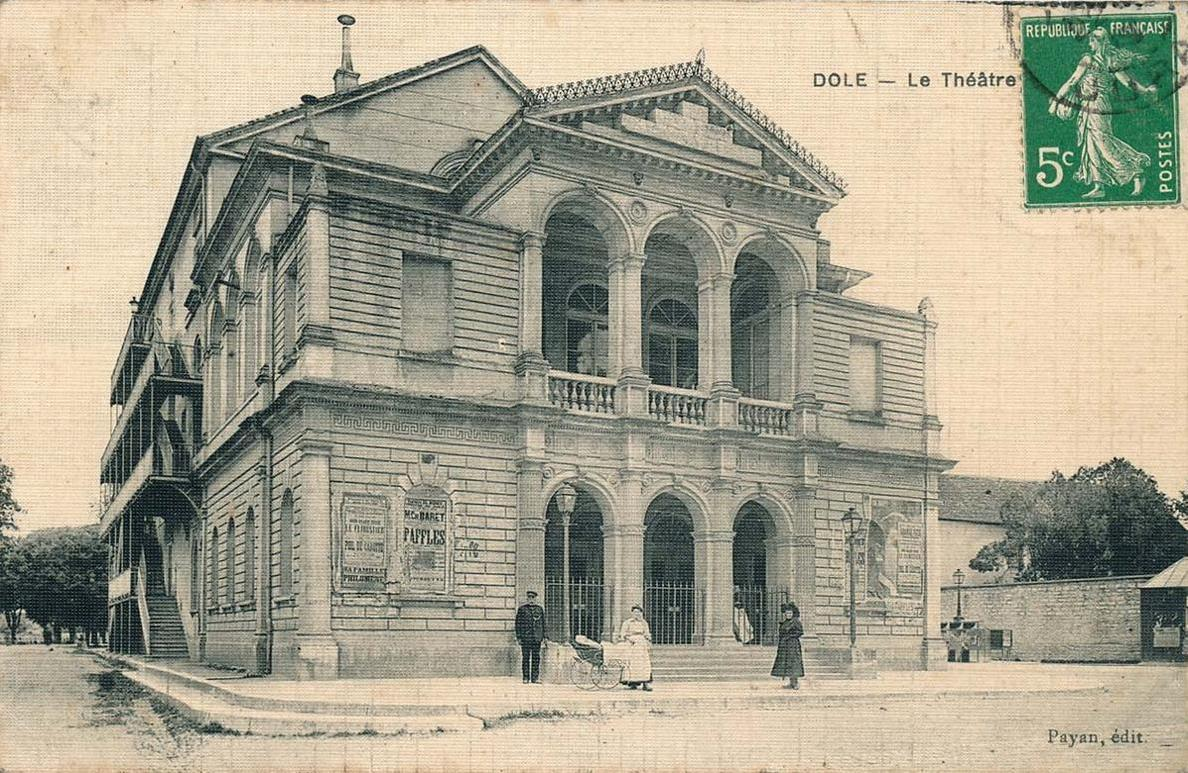
Das Stadttheater von Dole auf einer Ansichtskarte zwischen 1900 und 1910, heute Scène nationale du Jura

Der Lokalhistoriker Pierre-Nicolas Casimir de Persan veröffentlichte 1806 Notice sur la Ville de Dole und 1809 Recherches sur la Ville de Dole. 1815 bis 1835 war der monarchistisch-konservative Léonard Dusillet Bürgermeister von Dole. Als Romancier veröffentlichte er 1823 Yseult de Dole. Zu den Gästen seines privaten Lesekreises zählten sein literarischer Mentor Charles Nodier und Benjamin Constant, damals lokaler sous-préfet. 1810 eröffnete die erste Stadtbibliothek. Dusillet betätigte sich am Aufbau der Institution und gründete 1818 die lokale Wochenzeitung Petites Affiches de l’Arrondissement de Dole. Nach ihrer Einstellung um 1821 erschienen bis 1827 das wöchentliche Album franc-comtois und von 1842 bis 1873 das Album dolois.
Am 3. und 4. August 1902 wurde das vom Antonin Carlès und Léon Chifflot gestaltete und in der Fonderie Thiébaut Frères in Paris gegossene Denkmal für Louis Pasteur eingeweiht. 1923 erwarb die Stadt das Gerberhaus, das schlichte Geburtshaus des Wissenschaftlers. 1968 bis 1976 war der ehemalige Landwirtschafts- und Kulturminister Jacques Duhamel Bürgermeister von Dole. Bevor er 1977 mit 52 Jahren starb, leistete er einen Beitrag zur Erhaltung der historischen Altstadt, durch die Unterschutzstellung eines 114 Hektar großen Stadtgebietes mit vielen Grünflächen.
Das Stadttheater Scène nationale du Jura (Dole/Lons-le-Saunier) beteiligt sich mit Förderung der Europäischen Union am Projekt ACT Art en Coopérative Transfrontalière mit Theatern in der französischsprachigen Schweiz.

## Fond-de-Dole
Die Ortschaft Fond-de-Dole war am 18. Mai 1323 der Schauplatz der Hochzeit zwischen Guigues VIII., Dauphin von Viennois, und Isabelle, der Tochter des Königs Philipp V. von Frankreich († 1322) und der Pfalzgräfin Johanna II. von Burgund († 1330). Dies ist das einzige Mal, dass die Bezeichnung Fond-de-Dole in der Geschichte auftritt.
Johanna II. kehrte nach dem Tod ihres Ehemanns in die Freigrafschaft Burgund zurück, um ihren Besitz zu regieren. Dole war damals die Hauptstadt der Freigrafschaft. Auch wenn Johanna II. vornehmlich in Gray oder Salins lebte, wurde ihre Tochter in Dole verheiratet. Vermutlich war Fond-de-Dole eine frühere Bezeichnung für Dole oder wie Villette-lès-Dole und Lavans-lès-Dole eine Ortschaft in der unmittelbaren Umgebung.

## Sehenswürdigkeiten
- Sehenswert ist die Stiftskirche Notre-Dame aus dem 16. Jahrhundert mit ihrem 75 m hohen Turm. Die Orgel stammt von Karl Joseph Riepp.
- Um die Kirche liegt die Altstadt mit zahlreichen Gebäuden aus dem 16. bis 18. Jahrhundert.
- Das ehemalige jesuitische Collège de l’Arc beherbergt heute ein Gymnasium.
- Das Kunstmuseum befindet sich in einem Gebäude aus dem 18. Jahrhundert, dem „Pavillon des Officiers“.
- Ebenfalls ein Museum ist das Geburtshaus von Louis Pasteur.

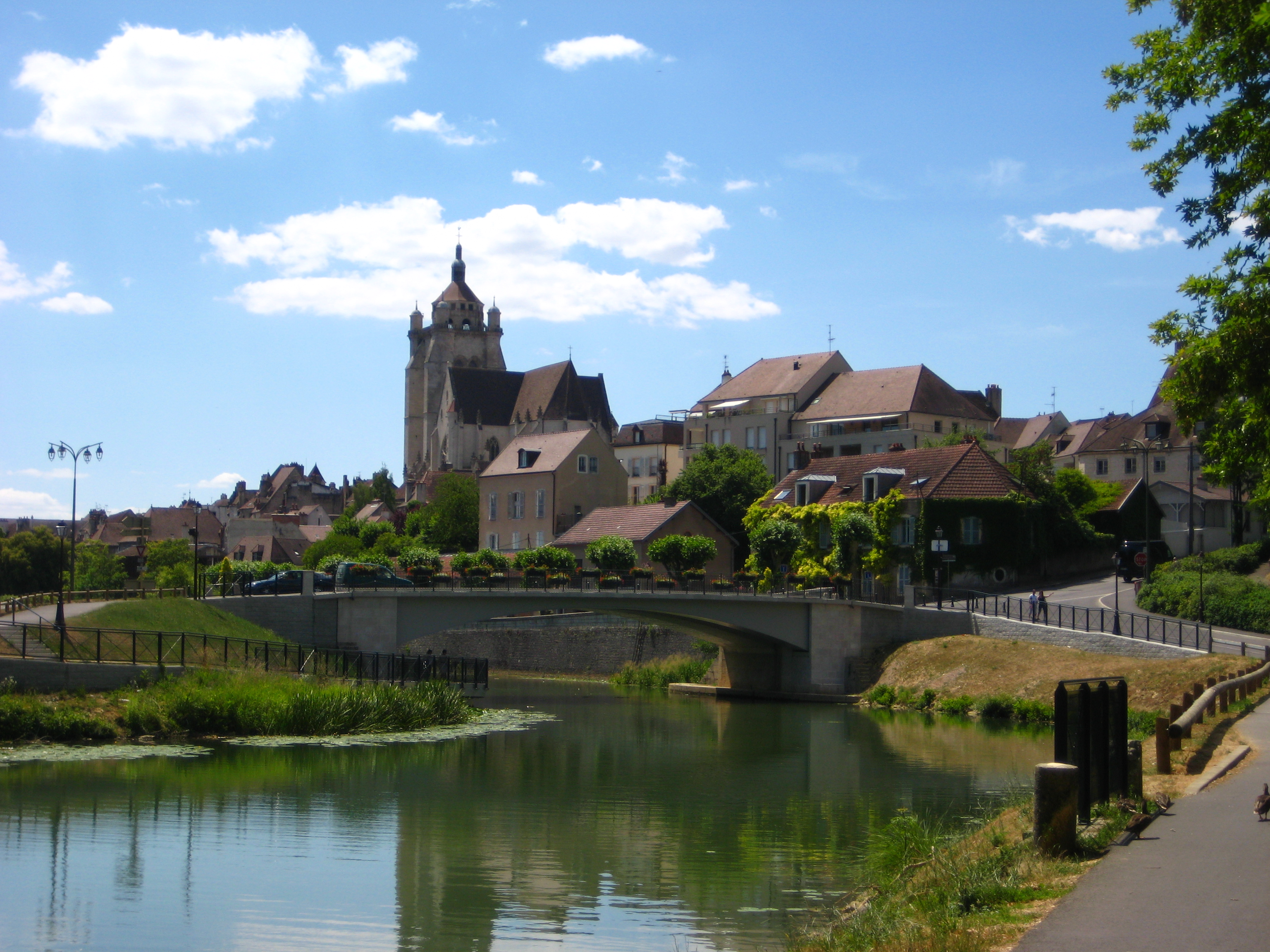
Blick auf die Altstadt
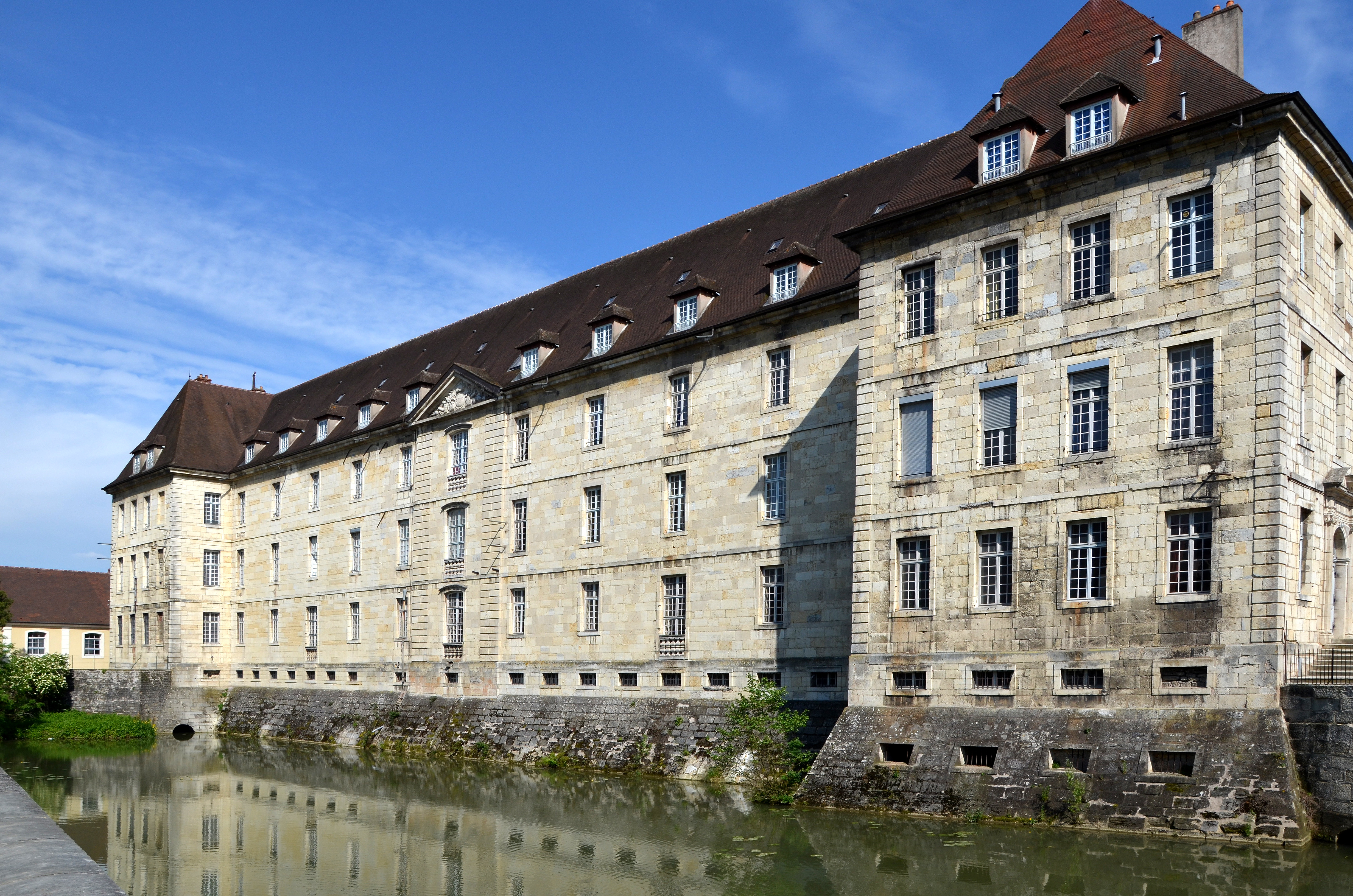
Hôpital de la Charité
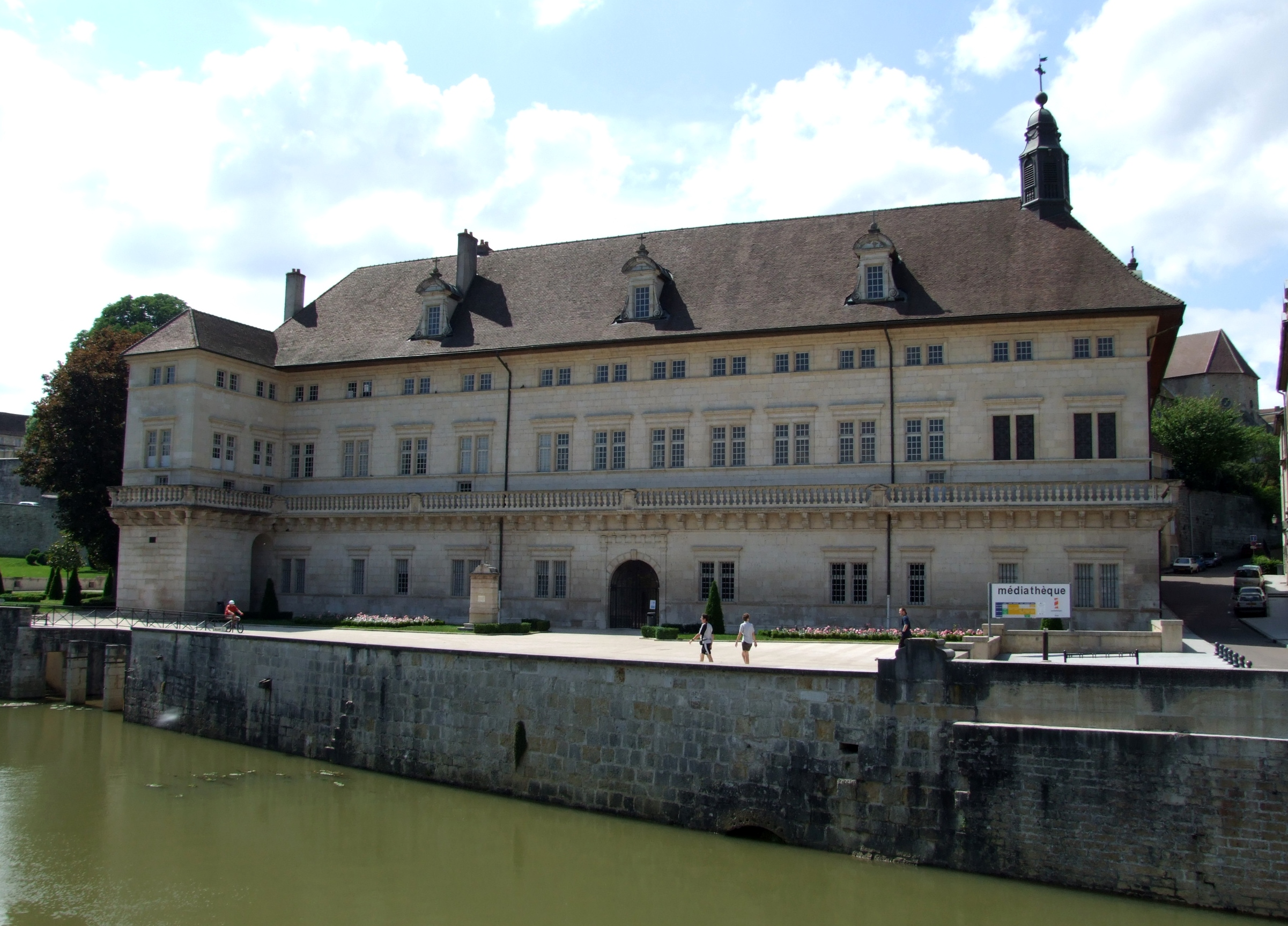
Hôtel-Dieu
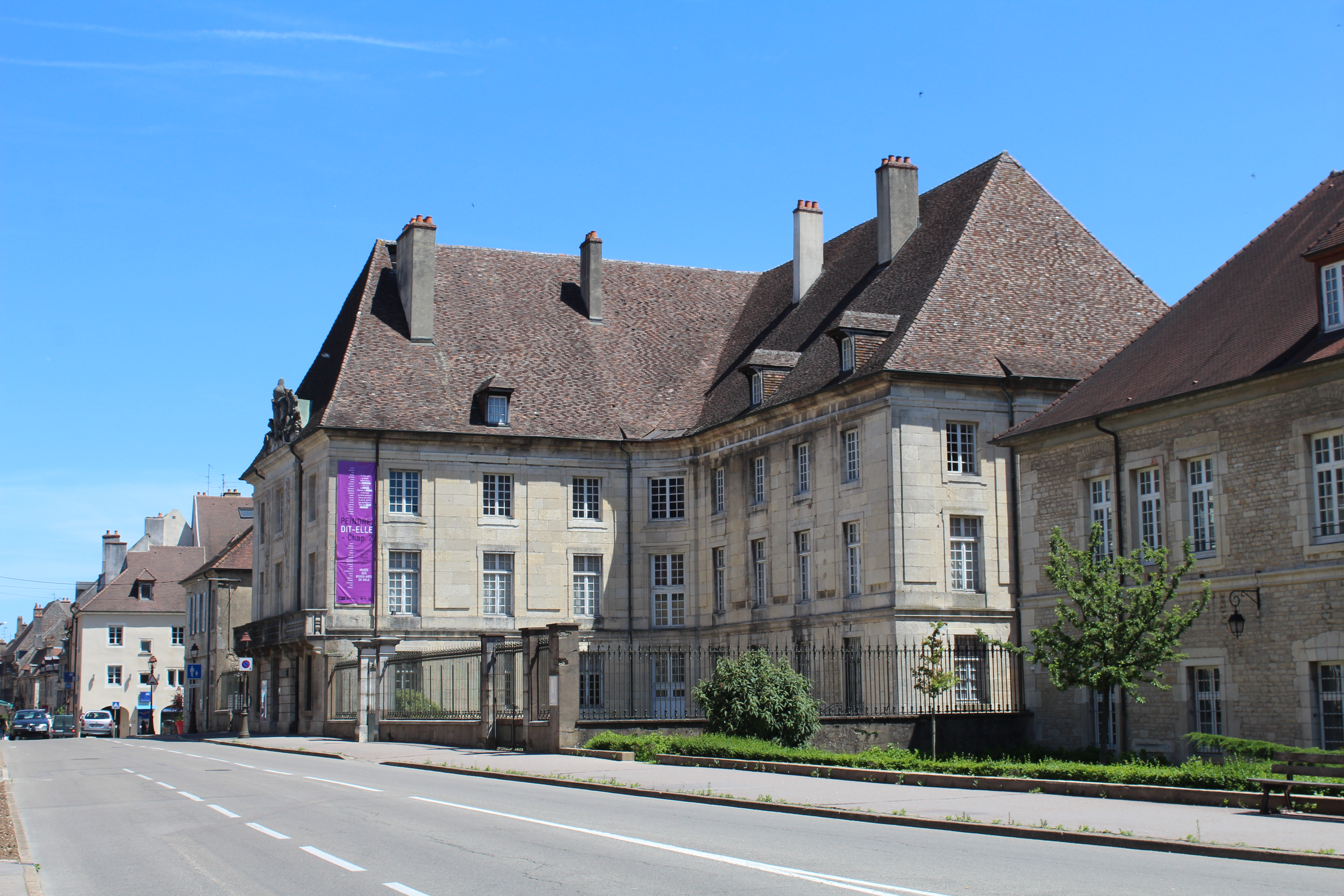
Musée des Beaux-Arts
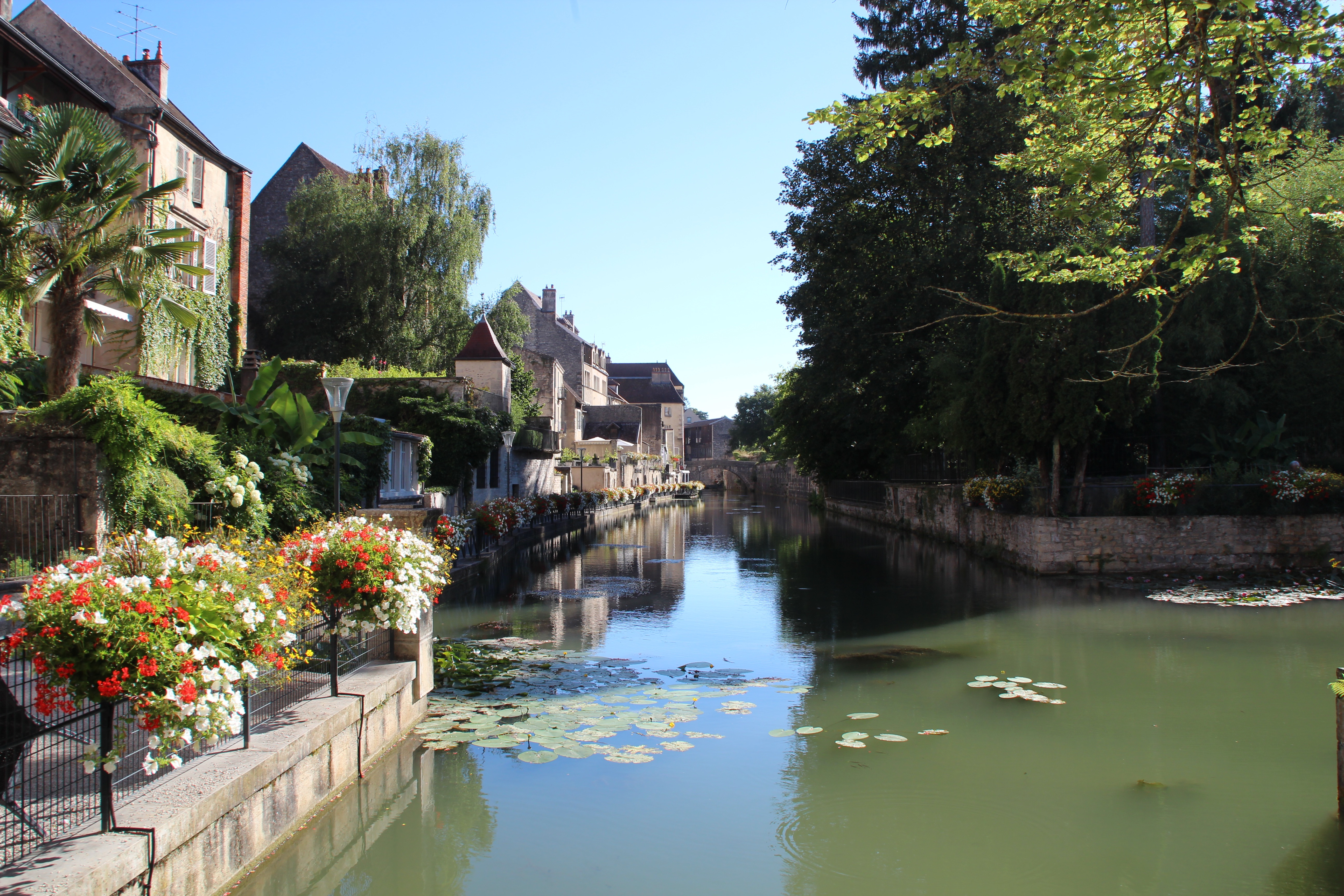
Canal des tanneurs (Kanal der Gerber)

## Wirtschaft und Verkehr
Wichtige Industriezweige sind Maschinenbau, Metall-, Nahrungsmittel- und holzverarbeitende Industrie.
Dole ist ein Verkehrsknotenpunkt. Hier kreuzen sich die französischen Autobahnen A 36 und A 39.
Der Bahnhof von Dole liegt an der Eisenbahnstrecke Dijon–Frasne–Vallorbe (Teilstück der Strecke Paris–Lausanne); er ist Ausgangspunkt der Eisenbahnstrecke Dole–Besançon–Belfort (Teilstück der Strecke Dijon–Straßburg). Der regionale Flughafen Dole-Jura liegt auf dem Gebiet der Gemeinde Tavaux.
Zwischen 1978 und 1984 hielt in Dole der internationale Fernzug TEE Cisalpin.

## Bevölkerungsentwicklung
| Jahr                       | 1962   | 1968   | 1975   | 1982   | 1990   | 1999   | 2006   | 2018   |
| -------------------------- | ------ | ------ | ------ | ------ | ------ | ------ | ------ | ------ |
| Einwohner                  | 24.730 | 27.419 | 29.295 | 26.889 | 26.577 | 24.949 | 24.606 | 23.770 |
| Quellen: Cassini und INSEE |        |        |        |        |        |        |        |        |

## Städtepartnerschaften
Dole pflegt Städtepartnerschaften mit
- Northwich im Vereinigten Königreich, seit 1959
- Lahr/Schwarzwald in Deutschland, seit 1962
- Carlow in Irland, seit 1982
- Sestri Levante in Italien, seit 1983
- Kostroma Russland, seit 1993
- Tábor in Tschechien, seit 1997
- Chaohu in der Volksrepublik China, seit 1999
- Mit Ouaninou und Koonan an der Elfenbeinküste besteht seit 1997 eine Entwicklungskooperation

## Persönlichkeiten

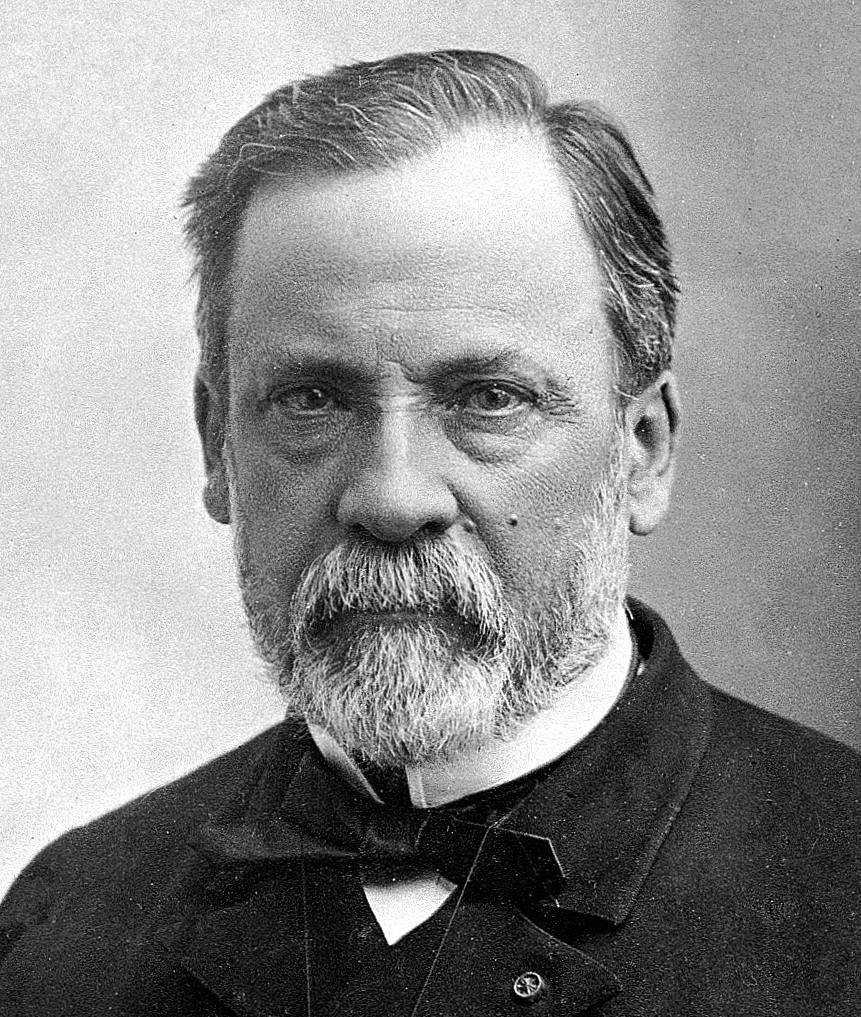
Louis Pasteur

- Jean de Vienne (1341–1396), Admiral
- Antoine Brun (1599–1654), Jurist und Diplomat
- Jean-Denis Attiret (1702–1768), Jesuiten-Missionar und Maler in China
- Claude François de Malet (1754–1812), General
- Alphonse Delacroix (1807–1878), Architekt und Archäologe
- Louis Pasteur (1822–1895), Biologe und Hygieniker
- Marie Émile Antoine Béthouart (1889–1982), General der französischen Armee
- Eliette Schenneberg (1908–1948), Opernsängerin
- Michel Chapuis (1930–2017), Organist
- Philippe Gueneley (* 1938), emeritierter Bischof von Langres
- Hubert-Félix Thiéfaine (* 21. Juli 1948), Sänger/Musiker im Spannungsfeld französischer Dichtung und amerikanischer Beat Generation
- Christophe Baïocco (* 1966), Fußballtorwart
- Claire Demesmay (* 1975), deutsch-französische Politikwissenschaftlerin
- Hélène Tourard (* 1978), Professorin für Europarecht an der Universität Burgund